# Маттойер, Вольфганг

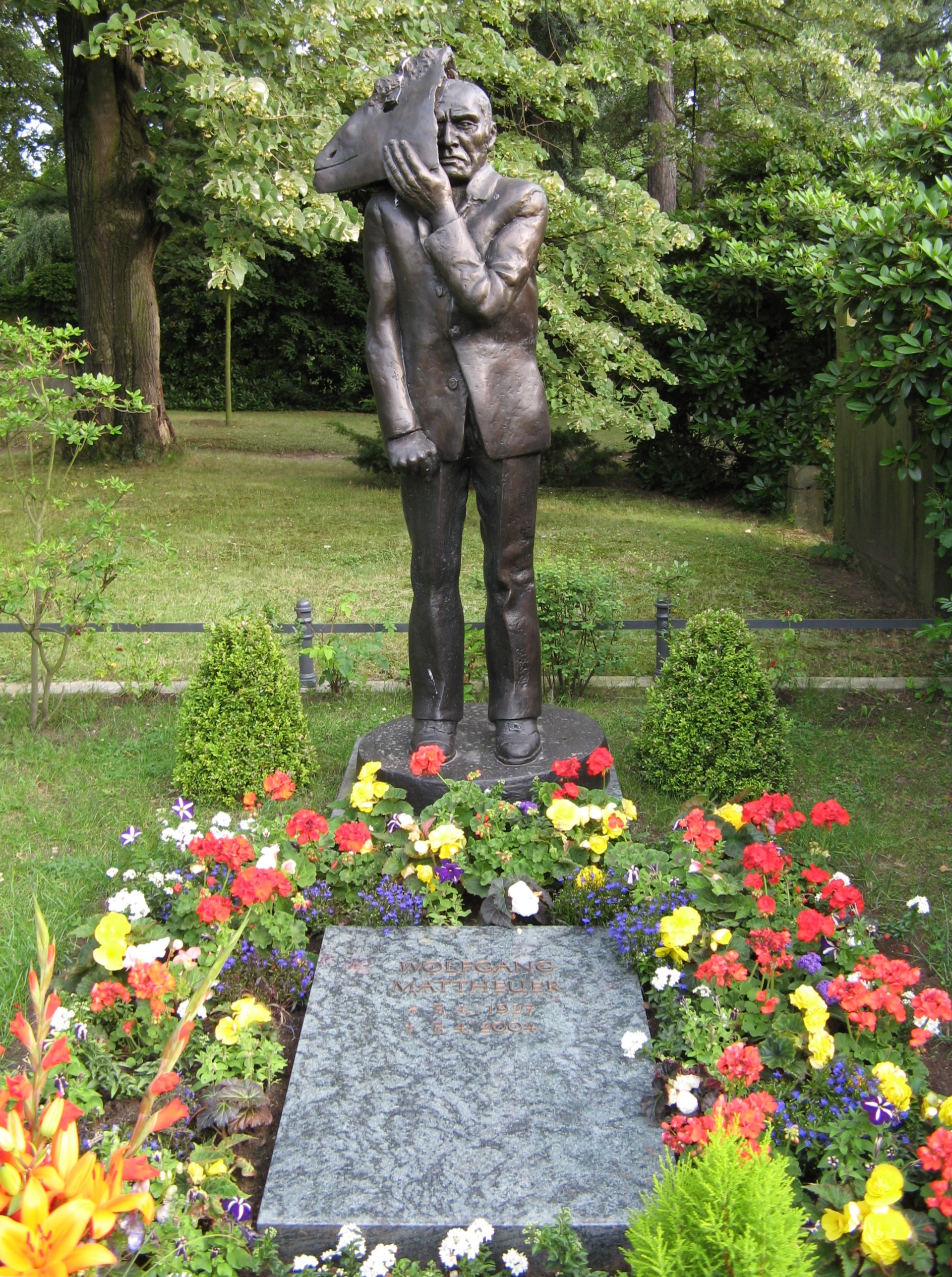
Могила Маттойера в Лейпциге

Вольфганг Маттойер (нем. Wolfgang Mattheuer; 7 апреля 1927, Райхенбах-им-Фогтланд — 7 апреля 2004, Лейпциг) — немецкий художник, скульптор и график, один из крупнейших художников ГДР.

## Жизнь и творчество
Вольфганг Маттойер получил художественное образование как литограф. В 1941—1945 годах служил в немецкой армии, был ранен в Словакии и, будучи на лечении в Праге, попал в советский плен, из которого ему удалось бежать. После войны посещал в 1946—1947 годах лейпцигскую Школу прикладного искусства, а в 1947—1951 годы учился там же в Высшей школе графики и книжного искусства. После окончания образования работал графиком в иллюстрированных изданиях в Берлине, а затем ассистентом в лейпцигской Школе. В 1956 году он стал там доцентом, в 1965 году — профессором. В 1958 году вступил в СЕПГ, вышел из партии в 1987 году. В 70-е годы XX столетия был отмечен многочисленными наградами ГДР за достижения в области искусства, член Академии художеств ГДР. После объединения Германии жил и работал в Лейпциге.
Уже ранние полотна Маттойера указывали на его склонность к стилю, близкому наивному реализму, на который со временем всё более сильное влияние оказывает сюрреализм. Это позволяло художнику искусственным образом показать своими работами реальное состояние общества или открыть человеческие слабости. Освежающая оригинальность картин, созданных мастером, с течением времени не утратила своего значения. С 1970 года Маттойер также активно занимался скульптурой. С 1990 года он многократно участвовал в различных международных художественных выставках.

## Избранные награды
- 1968 г. — Художественная премия г. Лейпцига
- 1973 г. — Художественная премия ГДР
- 1975 г. — Национальная премия ГДР 2-й степени
- 1984 г. — Национальная премия ГДР в области искусства и литературы 1-й степени
- 1993 г. — «Крест за Заслуги» 1-го класса, награждён президентом ФРГ Рихардом фон Вайцзеккером